# Scarificatie (huid)

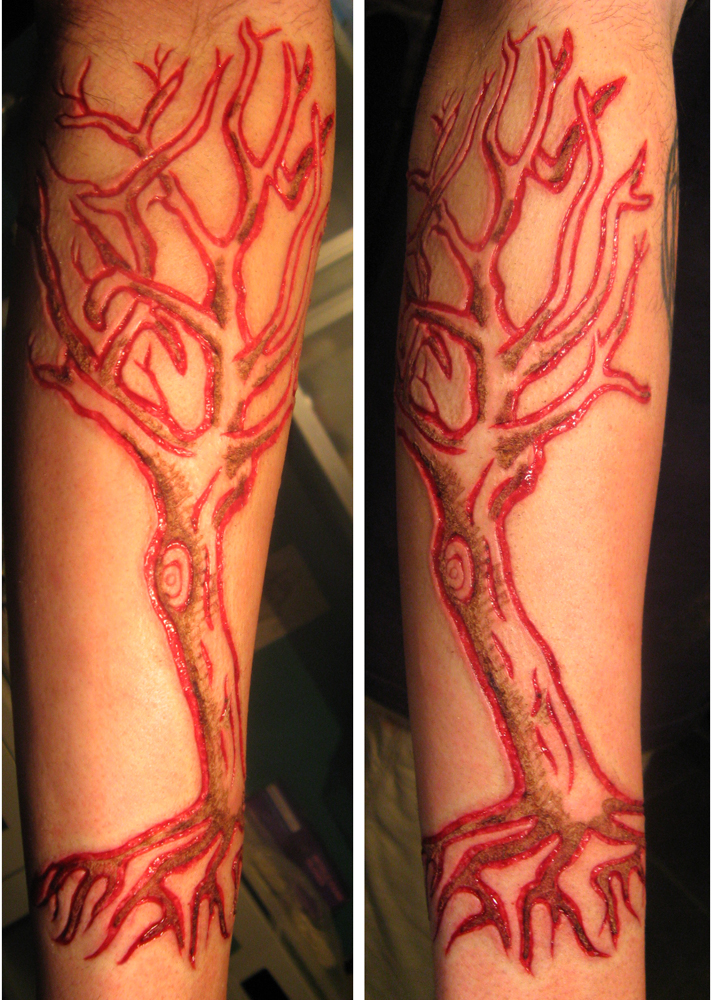
Litteken in de vorm van een boom

Scarificatie is het opzettelijk vervormen van de menselijke huid met behulp van een scherp voorwerp. Het woord komt van het Engelse scar wat litteken betekent.
Bij sommige inheemse volkeren wordt de overmatige littekenvorming bij bepaalde soorten wonden gebruikt om lichaamsversieringen aan te brengen, door sneetjes te maken en daar aarde of as in te wrijven. Deze vorm van bodyart is later ook overgenomen in westerse subculturen.
Scarificatie is geen nauwkeurige techniek. Variabelen zoals huidtype, diepte van de snee en behandeling van de helende wond maken het resultaat onvoorspelbaar. Een methode die bij de een aanslaat, hoeft bij de ander niet werken. Littekens breiden zich meestal uit tijdens de genezing, waardoor het ontwerp eenvoudig moet worden gehouden. Details gaan verloren wanneer de wonden genezen.
Scarificatie is behoorlijk pijnlijk. Meestal gebeurt dit onder plaatselijke verdoving. Alleen een ervaren specialist die steriele medische instrumenten gebruikt, kan littekens correct aanbrengen. Scarificatie is een chirurgische ingreep. Als dit onder ongepaste omstandigheden gebeurt of met geïmproviseerd gereedschap, kunt men ernstige complicaties krijgen.

## Branden
Ook kunnen littekens worden aangebracht die vergelijkbaar zijn met brandmerken en schaafwonden. Brandmerken kunnen worden aangebracht door een verhit stuk metaal op de huid te drukken, zoals bij het brandmerken van vee. Het verschil is dat het ontwerp niet in één keer met een ijzer wordt gezet, maar wordt opgebouwd. Wonden kunnen ook worden aangebracht door huid weg te halen, zoals bij een schaafwond. Dit kan ook met chemisch bijtende middelen.

## Gevaren
Wanneer scarificatie niet hygiënisch genoeg wordt uitgevoerd, is er een verhoogd risico op infecties. De gebruikte materialen zouden steriel moeten zijn, wat vaak niet het geval is. Ook de wonden zelf zouden goed verzorgd moeten worden, om ziektekiemen geen kans te geven de plaats te infecteren. Door dit grote risico wordt de procedure meestal als onveilig beschouwd.